# 北欧神話

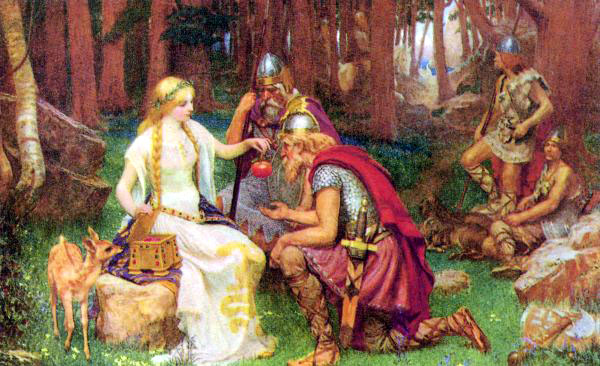
北欧神話の神々は不死ではないため、最終戦争であるラグナロクまで老いることのないよう、イズンの黄金の林檎を食べなければならない。1890年、J・ペンローズ作

北欧神話（ほくおうしんわ、アイスランド語：Norræn goðafræði、ノルウェー語：Norrøn mytologi、スウェーデン語：Nordisk mytologi、デンマーク語：Nordisk mytologi）は、キリスト教化される前のノルド人（ノース人）の信仰に基づく神話。スカンディナビア神話とも呼ばれている。ゲルマン神話の一種で、ノルウェー、スウェーデン、デンマーク、アイスランドおよびフェロー諸島に伝わっていたものの総称。普通、フィンランド神話とは別系統のものとされる。
北欧神話はキリスト教化以前にスカンディナヴィア人が有していた土着の宗教・信仰・伝説から成っている。これにはアイスランドに入植・定住した人々のそれが含まれており、北欧神話の文書化された典拠の大部分はそこで収集されたものである。北欧以外のゲルマン人は、早くからキリスト教化されたため、民族独自の神話や思想を示す書物がほとんど残っていない。そのため北欧神話は、古いゲルマン共通の異教がもっとも良い状態で保存されており、ゲルマン人の古来の習俗や精神を理解する上で貴重な資料となっている。このゲルマンの異教は、アングロ・サクソン神話と密接に関連した内容を含んでいる。なお、ゲルマン神話は初期のインド・ヨーロッパ神話から発展したものである。
北欧神話は北ゲルマン民族によって共有されていた信仰や物語が集約されたもので、神話は詩の形で口承により伝えられ、現存する神話についての知識は主にスノッリ・ストゥルルソンにより書かれた『エッダ』や、キリスト教化中またはその後に書き下ろされた、中世における他の版本に基づいている。北欧神話は基本的に古ノルド語（古アイスランド語）で著わされているが、『デンマーク人の事績』などラテン語で書かれたものもある。
北欧神話の中にはスカンディナヴィアの伝承の一部となり、現在まで生き残ったものもある。その他は近年、ゲルマン・ネオペイガニズムとして再考案・構築されている。ステージでの上演劇や映画同様、神話は現在も様々な文学の着想として残されている。

## 原典

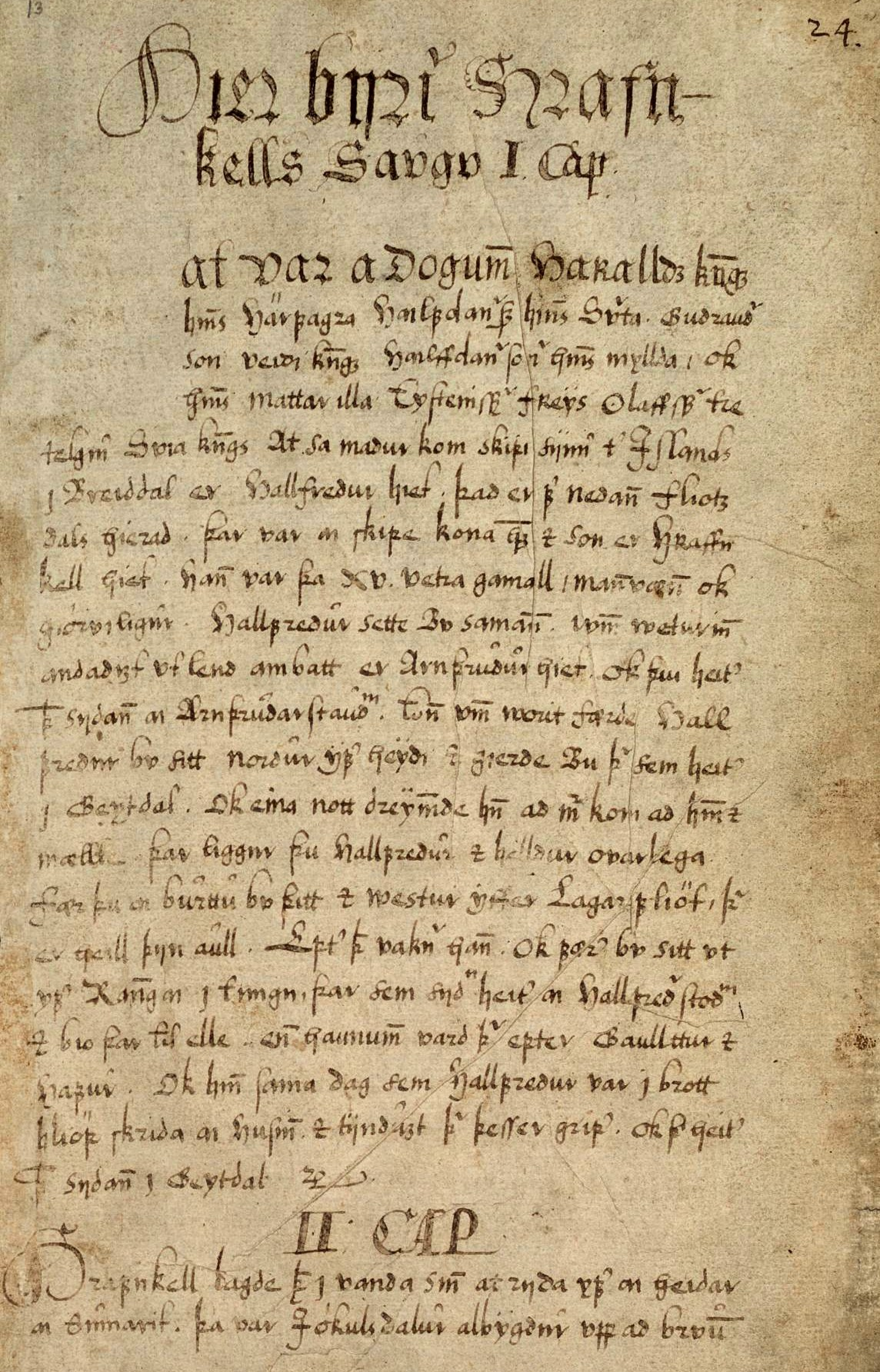
写本の一例（『AM 156 fol』）

北欧神話について現存する記録の大多数は13世紀にまで遡ることができ、少なくとも正式にキリスト教社会となった世界に、2世紀以上も口承の形で保存されていた。13世紀に学者たちはこの口伝えに残る神話の記録を始め、特にキリスト教以前の神々が実際の歴史上の人物にまで辿ることができると信じていた学者、スノッリ・ストゥルルソンにより、『エッダ（散文のエッダ、新エッダ）』や『ヘイムスクリングラ』が書き起こされた。このほかにもサクソ・グラマティクスによる『デンマーク人の事績』があり、ここでは北欧の神々はよりいっそうエウヘメリズム化（神々は人間が神格化されたものであるという解釈）されている。
『エッダ』を13世紀初期に書いたスノッリ・ストゥルルソンという人物は、卓越した詩人・指導者でアイスランドの外交官でもあった。この『エッダ』は本来、その技法の学習を熱望する詩人へ向け、入門書として作られたとされる。この作品には伝統的なケニング（代称法）や、詩に詰め込まれた暗喩表現を散文体で解説した内容が含まれている。こうした散文体での語りが、北欧の神々についての様々な物語を体系的かつ首尾一貫したものにしたのである。
『詩のエッダ』は29ないし31編の、年代も様式もさまざまな詩から構成されている。このうち最初に配列されている11の詩すなわち「神話詩」はゲルマンの神々を扱ったもので、残りの「英雄詩」は『ヴォルスンガ・サガ』のシグルズ（中世ドイツの叙事詩『ニーベルンゲンの歌』の主人公ジーフリトにあたる）のような伝説的英雄について書かれたものである。『詩のエッダ』を伝える最重要の写本である「王の写本」は『散文のエッダ』よりおよそ50年後に書き写されたと考えられているが、実際には『詩のエッダ』に含まれるいくつもの詩が『散文のエッダ』に引用され資料として利用されているため、より古いと考えられ『古エッダ』の別名がある。その物語に見られる言語と詩の形態からも、いくつかの詩の成立は「王の写本」の筆写された時代より何世紀も昔に遡るようである。
こうした原典のほか、9世紀から14世紀にかけて北欧で編纂されたサガやサットル、スカルド詩などにも北欧の信仰は反映されており、これらから窺い知ることができる神話も存在する。またその他スカンディナヴィアの伝承などにも残存する言い伝えがあり、その中の一部は、古英語で書かれた『フィンネスブルグ争乱断章』に関連する物語や、『デーオルの嘆き』中に登場する神話的な物語への言及など、時代の古いゲルマン文学に現れる伝説に裏づけられている。数々の部分的な文献や言い伝えが残っている時、学者たちは詩の背後にある意味合いや表現を推論することができるのである。加えてスカンディナヴィアには、神々にちなんでつけられた地名が数多く存在する。

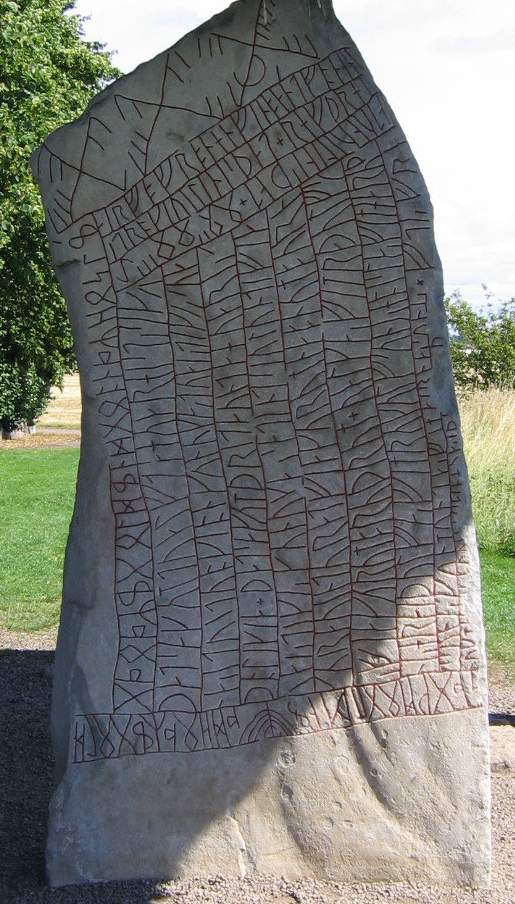
ルーン文字石碑の一つ、レーク石碑

レーク石碑（Rök Runestone）やクヴィネビ・アミュレット（Kvinneby amulet）のように、表面に刻まれているごく少数のルーン文字の碑文にも、神話への言及がなされている。トールの魚釣りの旅や『ヴォルスンガ・サガ』からの場面、オーディンとスレイプニルやフェンリルに飲み込まれるオーディンなど、北欧神話からの場面を描いたルーン文字石碑や絵画石碑もある。現存するフンネシュタット石碑（Hunnestad Monument）の1つには、狼に跨ってバルドルの葬式へ行くヒュロッキンが描かれている。
デンマークでは巻いた口髭が生え、口を縫い止められているロキの絵が描かれた石があるほか、複雑に入り組んだ絵が描かれたイギリスのゴスフォース十字架石碑もある。さらに隻眼のオーディンやハンマーを持つトール、直立した男根のフレイなど神々を描いた小立像も存在する。
司教などもゲルマン人の信仰に関する記述を残している。サクソ・グラマティクスは『デンマーク人の事績』の中でスカンディナヴィアの神々について触れ、ブレーメンのアダムは『ハンブルク教会史』を著した。またこれら北欧で著されたものの他に、1世紀ごろのローマの歴史家タキトゥスが著した『ゲルマーニア』や、イブン・ファドラーンの『ヴォルガ・ブルガール旅行記』などにも、ゲルマン人の信仰に関する記述が残されていた。

## 宇宙論

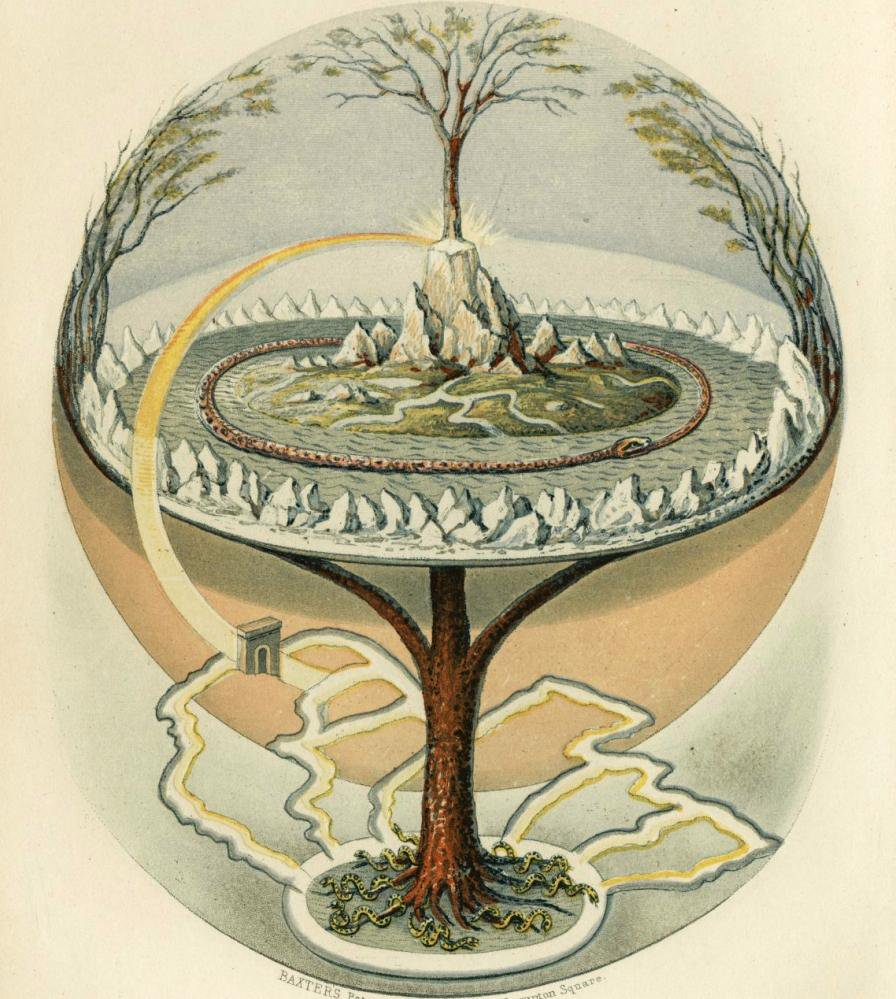
世界樹ユグドラシル

北欧ゲルマンの世界観では、この世は九つの世界から成るといわれることがあるが、原典資料に「九つの世界とはこれこれである」といった説明があるわけではなく、その内訳は一定しない。
1. アースガルズ - アース神族の世界。オーディンの居城ヴァルハラが位置するグラズヘイムも、この世界に含まれる。ヴァルハラは偉大な戦士たちの魂である、エインヘリャルが集う場所でもあった。こうした戦士たちはオーディンに仕える女性の使い、ヴァルキュリャによって導かれる。エインヘリャルはラグナロクで神々の援軍として戦う。ラグナロクとは神々と混沌による大いなる戦いで、命あるすべての存在が死に絶えるとされた、北欧神話における最終戦争である。
2. ヴァナヘイム - ヴァン神族の世界。
3. ミズガルズ - 死を免れない人間の世界。大海にはヨルムンガンドが住んでいるとされる。
4. ムスペルヘイム - 燃え盛る炎の世界。スルトが国境を守っている。
5. ニヴルヘイム - 氷に覆われた世界。ロキがアングルボザとの間にもうけた半巨人の娘ヘルが支配している（したがって後掲のヘルと同一視もされる）。
6. アールヴヘイム - アールヴ（エルフ）の世界。
7. スヴァルトアールヴァヘイム - 黒アールヴ（スヴァルトアールヴ）の住む世界。黒アールヴはドヴェルグと同一の存在と考えられ、したがってこの世界は次のニザヴェッリルと同一かもしれない。
8. ニザヴェッリル - 卓越した鉱夫や腕の立つ鍛冶屋であった、ドヴェルグ（ドワーフ）の世界。彼らはトールのハンマーやフレイの黄金製のイノシシなど、神々のために魔法の力による道具をたびたび作り上げた。
9. ヨトゥンヘイム - 霜の巨人ヨトゥンを含む巨人の世界。
10. ヘルまたはニヴルヘル - 病気や寿命で死んだ者が送られる死者の世界で、同名の女神ヘルが治めている。ミズガルズから見て北方の地下にあるとされる。

こうした世界は世界樹ユグドラシルにより繋がれており、アースガルズがその最上に位置する。その最下層に位置するニヴルヘイムで根を齧るのは、獰猛な蛇（または竜）のニーズヘッグである。アースガルズにはヘイムダルによって守られている魔法の虹の橋、ビフレストがかかっている。このヘイムダルとは、何千マイルも離れた場所が見え、その音を聞くことが可能な、寝ずの番をする神である。
北欧神話の宇宙観は、強い二元的要素を含んでいる。たとえば昼と夜は、昼の神ダグとその馬スキンファクシ、夜の神ノートとその馬フリームファクシが神話学上、相応するものである。このほか、太陽の女神ソールを追う狼スコルと、月の神マーニを追う狼のハティが挙げられ、世界の起源となるニヴルヘイムとムスペルヘイムがすべてにおいて相反している点も関連している。これらは、世界創造の対立における深い形而上学的信仰を反映したものであったのかもしれない。

### 超自然的存在

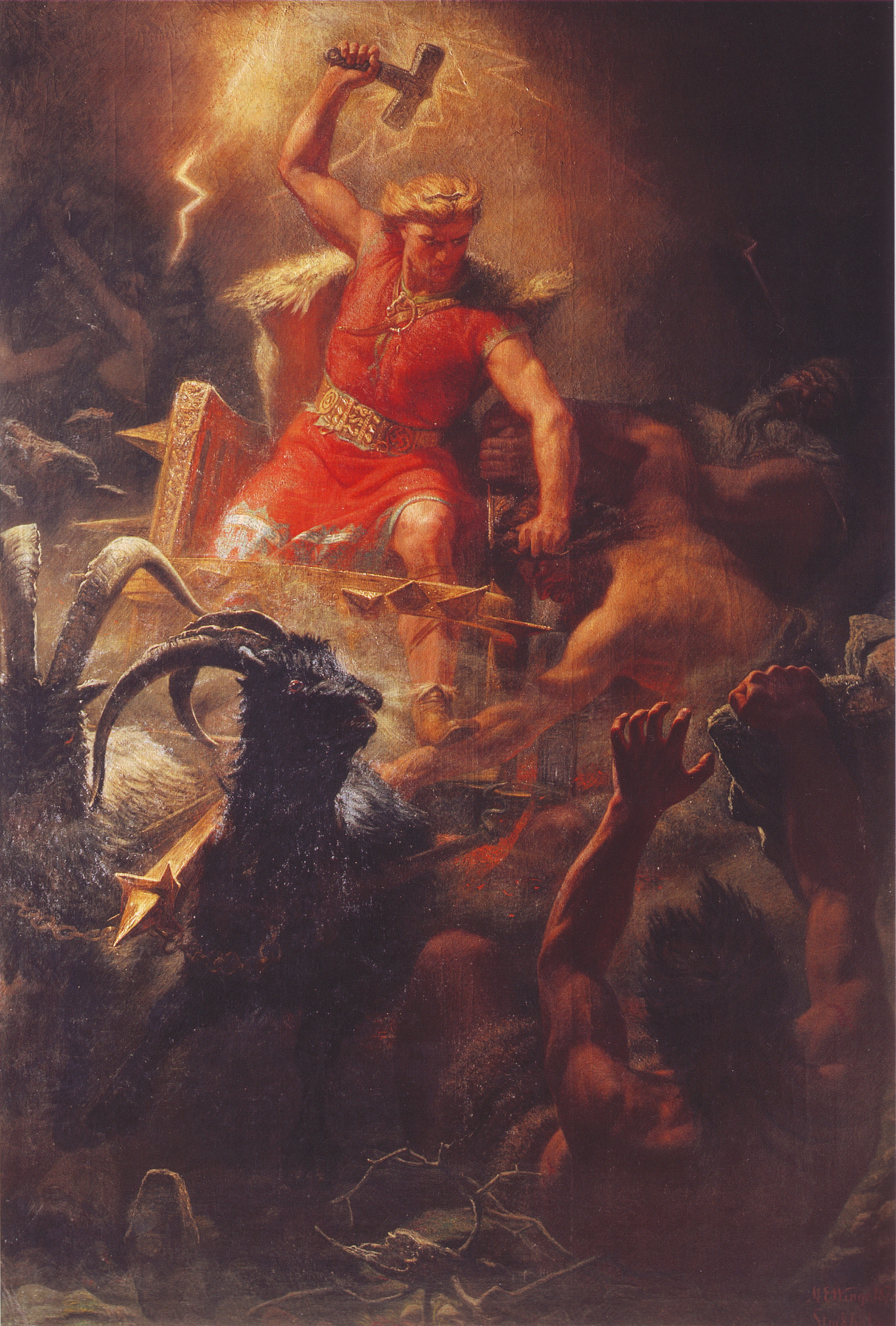
トールは幾度も巨人たちと戦う

神々にはアース神族・ヴァン神族・ヨトゥンの3つの氏族がある。当初互いに争っていたアース神族とヴァン神族は、最終的にアース神族が勝利した長きにわたる戦争の後、和解し人質を交換、異族間結婚や共同統治を行っていたと言われており、両者は相互に関係していた。一部の神々は両方の氏族に属してもいた。この物語は、太古から住んでいた土着の人々の信仰していた自然の神々が、侵略してきたインド＝ヨーロッパ系民族の神々に取って代わられた事実を象徴したものではないかと推測する研究者もいるが、これは単なる憶測に過ぎないと強く指摘されている。他の権威（ミルチャ・エリアーデやJ・P・マロリー等）は、こうしたアース神族・ヴァン神族の区分は、インド＝ヨーロッパ系民族による神々の区分が北欧において表現されたものだったとし、これらがギリシア神話におけるオリュンポス十二神とティーターンの区分や、『マハーバーラタ』の一部に相当するものであると考察した。
アース神族とヴァン神族は、全体的にヨトゥンと対立する。ヨトゥンはギリシア神話でいうティーターンやギガースと同様の存在であり、一般的に「giants（巨人）」と訳されるが、「trolls（こちらも巨人の意）」や「demons（悪魔）」といった訳の方がより適しているのではないかという指摘もある。しかし、アース神族はこのヨトゥンの子孫であり、アース神族とヴァン神族の中にはヨトゥンと異族間結婚をした者もいる。たとえば、ロキは2人の巨人の子であり、そのロキと女巨人アングルボザの娘であるヘルも血筋からいえば巨人である。また最初の神々オーディン、ヴィリ、ヴェーも母親は女巨人ベストラである。
エッダにおいては一部の巨人が言及され、自然力の表現であるようにも見える。巨人には通常、スルス（Thurs）と普通の横暴な巨人の2つのタイプがあるが、他にも岩の巨人や火の巨人がいる。アールヴやドヴェルグといった存在もおり、彼らの役割は曖昧な点もあるが概して神々の側についていたと考えられている。
加えて、他にも超自然的な存在が数多くいる。巨大な狼であるフェンリルや、ミズガルズを取り巻く大蛇ヨルムンガンドという幻獣がいる。この幻獣たちは悪戯好きの神ロキと、女巨人アングルボザの子として描かれている。他にはオーディンの飼っている2羽のワタリガラス、フギンとムニン（それぞれ「思考」と「記憶」を意味する）がいる。オーディンはその水を飲めばあらゆる知識が手に入るというミーミルの泉で、自身の片目と引き換えに水を飲んだ。そのため、この2匹のカラスたちはオーディンに、地上で何が起こっているかを知らせる。その他、ロキの子で8本足の馬スレイプニルはオーディンの所有する愛馬で、ラタトスクは世界樹ユグドラシルの枝で走り回るリスである。
北欧神話は、他の多くの多神教的宗教にも見られるが、中東の伝承にあるような「善悪」としての二元性をやや欠いている。そのため、ロキは物語中にたびたび主人公の一人であるトールの宿敵として描かれているにもかかわらず、最初は神々の敵ではない。巨人たちは粗雑で乱暴・野蛮な存在として描かれているが、全くの根本的な悪として描かれてはいない。つまり、北欧神話の中で存在する二元性とは厳密に言えば「神 vs 悪」ではなく、「秩序 vs 混沌」なのである。神々は自然・世の中の道理や構造を表す一方で、巨人たちは混沌や無秩序を象徴している。

### 始まり

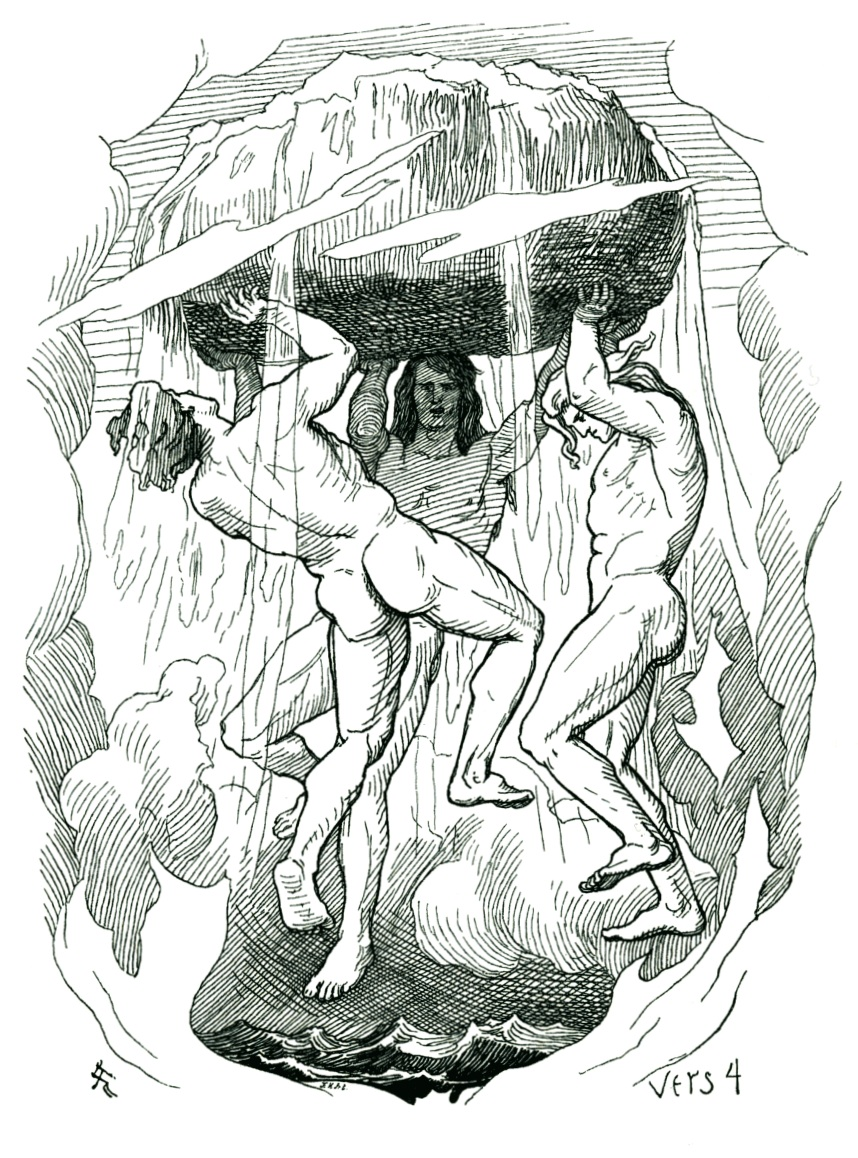
大地を持ち上げるオーディン、ヴィリ、ヴェー。『巫女の予言』におけるミズガルズの創造

世界の起源と終局は、『詩のエッダ』のうち冒頭に置かれた最重要の一編「巫女の予言」に大枠が描かれている。これらの詩節には全宗教史のうちでももっとも鮮明な創造の記述と、詳述されている最終的な世界の滅亡の描写が含まれている。
北欧神話においては、生命の始まりは火と氷で、ムスペルヘイムとニヴルヘイムの2つの世界しか存在しなかったという。ムスペルヘイムの熱い空気がニヴルヘイムの冷たい氷に触れたとき、巨人ユミルと雌牛アウズンブラが創り出された。ユミルの足は息子を産み、脇の下から男と女が1人ずつ現れた。こうしてユミルは彼らから産まれたヨトゥンおよび巨人たちの親となる。
眠っていたユミルは後に目を覚まし、アウズンブラの乳を飲んだ。彼が飲んでいる間、牛のアウズンブラは塩の岩を嘗めた。このあと1日めに人間の髪がその岩から出てきて、続いて2日めに頭が、3日めに人間の全身が岩から現れた。彼の名はブーリといい、名のない巨人と交わりボルを産むと、ボルはベストラを娶ってこの夫婦からオーディン、ヴィリ、ヴェーの3人の神が生まれた。
3人の神々は自分たちが十分に強大な力を持っていると感じ、ユミルを殺害する。ユミルの血は世界に溢れ、すべての霜の巨人を溺死させた。巨人ベルゲルミルとその妻だけが例外で、この2人からまた巨人は再び数を増やした。その後神々は死んだユミルの屍体で大地を創り、彼の血液で海・川・湖を、骨や歯から岩や石を、脳で雲を、そして頭蓋骨で天空をそれぞれ創りだした。さらにムスペルヘイムの火花は、舞い上がり星となった。

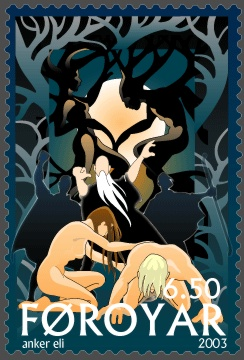
アスクとエンブラの創造が描かれたフェロー諸島の切手

ある日3人の神々は歩いていると、2つの木の幹を見つけ、木を人間の形へ変形させた。オーディンはこれらに生命を、ヴィリは精神を、そしてヴェーは視覚と聞く能力・話す能力を与えた。神々はこれらをアスクとエンブラと名づけ、彼らのために地上の中心に王国を創り、そこを囲むユミルのまつ毛で造られた巨大な塀で、巨人を神々の住む場所から遠ざけた。

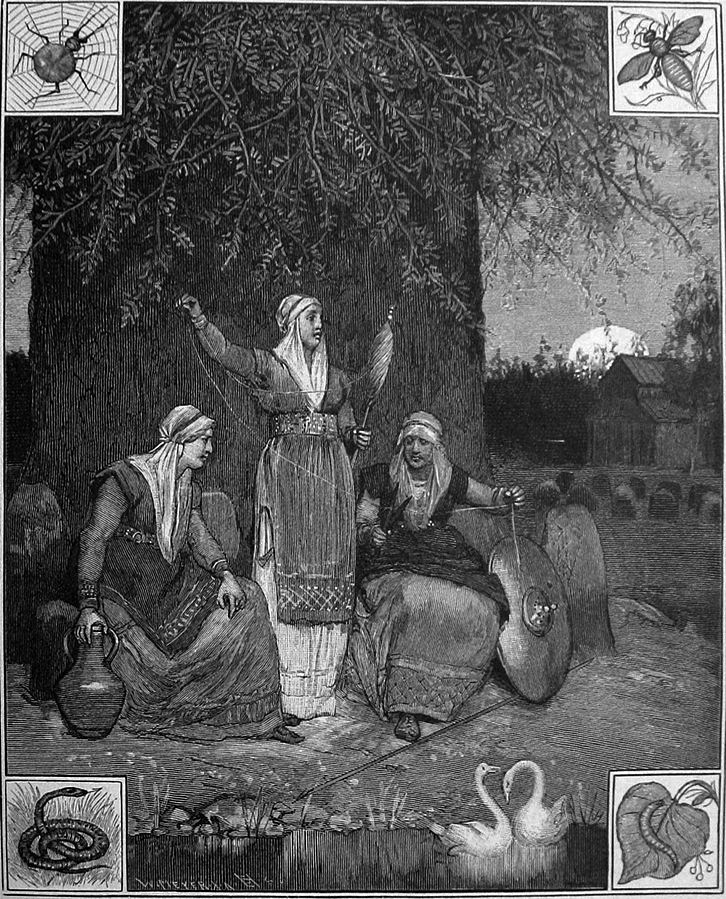
世界樹ユグドラシルの下で運命の糸を紡ぐノルン

巫女はユグドラシルや3柱のノルン（運命の女神）の説明に進む。巫女はその後アース神族とヴァン神族の戦争と、オーディンの息子でロキ以外の万人に愛されたというバルドルの殺害について特徴を述べる。この後、巫女は未来への言及に注意を向ける。

### 終局（終末論信仰）

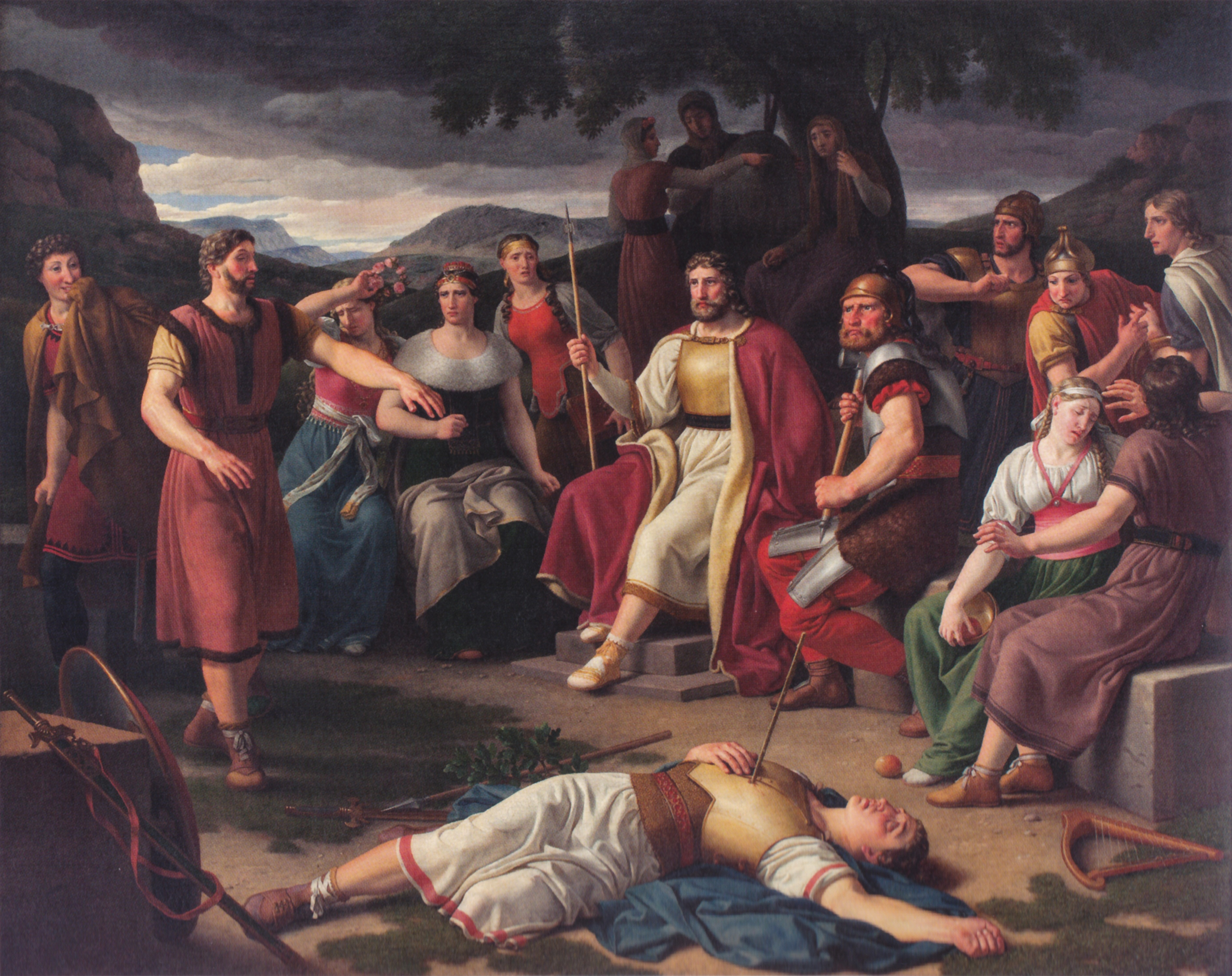
バルドルの死から世界の終末が始まる

古き北欧における未来の展望は、冷たく荒涼としたものであった。同じく北欧神話においても、世界の終末像は不毛かつ悲観的である。それは、北欧の神々がユグドラシルの他の枝に住む者に打ち負かされる可能性があるということだけでなく、実際には彼らは敗北する運命にあり、このことを知りながら常に生きていたという点にも表れている。
信じられているところでは、最後に神々の敵側の軍が、神々と人間たちの兵士よりも数で上回り、また制覇してしまう。ロキと彼の巨大な子孫たちはその結束を打ち破る結果となり、ニヴルヘイムからやってくる死者が生きている者たちを襲撃する。見張りの神であるヘイムダルが角笛ギャラルホルンを吹くと共に神々が召喚される。こうして秩序の神族と混沌の巨人族の最終戦争ラグナロクが起こり、神々はその宿命としてこの戦争に敗北する。
これについて既に気づいている神々は、来たる日に向けて戦死者の魂エインヘリャルを集めるが、巨人族側に負け、神々と世界は破滅する。このように悲観的な中でも2つの希望があった。ラグナロクでは神々や世界の他に巨人族もまたすべて滅びるが、廃墟からより良き新しい世界が出現するのである。オーディンはフェンリルに飲み込まれ、剣を失っていたフレイはスルトに敗れ、トールとヨルムンガンド、テュールとガルム、ロキとヘイムダルがそれぞれ相討ちになる。スルトによって炎が放たれ、全世界は海中へと沈む。このように神々はラグナロクで敗北し殺されるが、ヴィーザルのようにごく一部の神は生き残り、またラグナロク後の新世界ではバルドルとヘズのように蘇る者もいる。
ただし、ラグナロク後の展開は解釈や資料によって異なり、異版では新たな世界が生まれることなく世界が滅亡するというものもある。

## 王と英雄

ラムスンド彫刻画に描かれている『ヴォルスンガ・サガ』の一節

この神話文学には超自然的な生き物たちもさることながら、英雄や王たちの伝説にも関連している。物語に登場する氏族や王国を設立した人物たちは、実際に起こったある特定の出来事や国の起源などの例証として、非常に重要であるという。この英雄を扱った文学は他のヨーロッパ文学に見られる、叙事詩と同様の機能を果たし、民族の固有性とも密接に関連していたのではないかと考えられている。伝説上の人物はおそらく実在したモデルがあったとされ、スカンディナヴィアの学者たちは何代にもわたって、サガにおける神話的人物から実際の歴史を抽出しようと試みているのである。
ウェーランド・スミス（鍛冶師のヴィーラント）とヴォルンドル、シグルズとジークフリート、スキールニルとスヴィプダグ、盲目の神ヘズと英雄ホテルス、そしておそらくはベオウルフとボズヴァル・ビャルキ(英語版)など、時折ゲルマンのどの世界で叙事詩が残存していたかにより、英雄も様々な表現形式で新たに脚色される。他にも、著名な英雄にはハグバルズ、スタルカズ、ラグナル・ロズブローク（粗毛ズボンのラグナル）、シグルズ金環王、イーヴァル広範王（イーヴァル・ヴィーズファズミ）、ハラルド戦舌王（ハーラル・ヒルデタンド）などがいる。戦士に選ばれた女性、盾持つ処女も著名である。女性の役割はヒロインとして、そして英雄の旅に支障をきたすものとして表現されている。

## 北欧の崇拝

### 信仰の中心

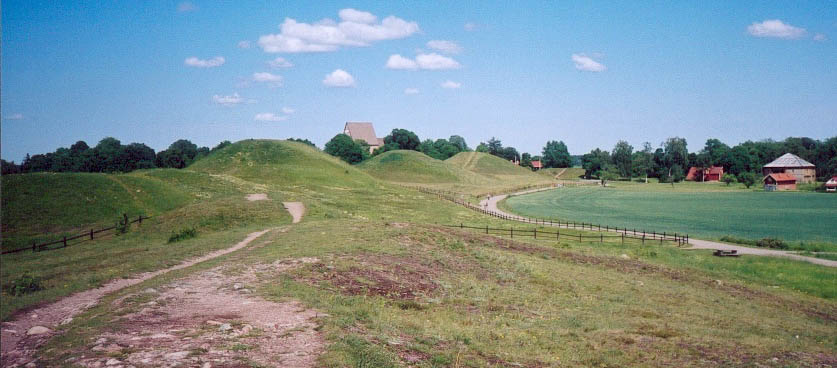
ガムラ・ウプサラ。11世紀後期に破壊されるまで、スウェーデンにおける信仰の中心地だった

ゲルマンの民族が現代のような神殿を築くようなことは、まったくなかったかもしくは極めて稀なことであった。古代のゲルマンおよびスカンディナヴィアの人々により行われた礼拝の慣例ブロート（供儀）は、聖なる森で行われたとされるケルト人やバルト人のものと似通っている。礼拝は家の他にも、石を積み上げて作る簡素な祭壇ホルグで行われた。しかし、カウパング（シーリングサルとも）やライヤ（レイレとも）、ガムラ・ウプサラのように、より中心的な礼拝の地が少ないながら存在していたように見える。ブレーメンのアダムは、ウプサラにはトール・オーディン・フレイの3柱を模った木像（神像）が置かれる、神殿があったと主張している。真ん中には主神トールが鎮座していた。

### 司祭
聖職のようなものは存在していたと思われる一方で、ケルト社会における司祭ドルイドの位ほど、職業的で世襲によるものではなかった。これは、女性預言者及び巫女たちが、シャーマニズム的伝統を維持していたためである。ゲルマンの王権は、聖職者の地位から発展したのだともよく言われている。この王の聖職的な役割は、王族の長であり生贄の儀式を執り行っていた、ゴジの全般的な役割と同列である。シャーマニズム的考え方を持っていた巫女たちも存在してはいたが、宗教そのものはシャーマニズムの形態をとっていない。

### 人間の生贄

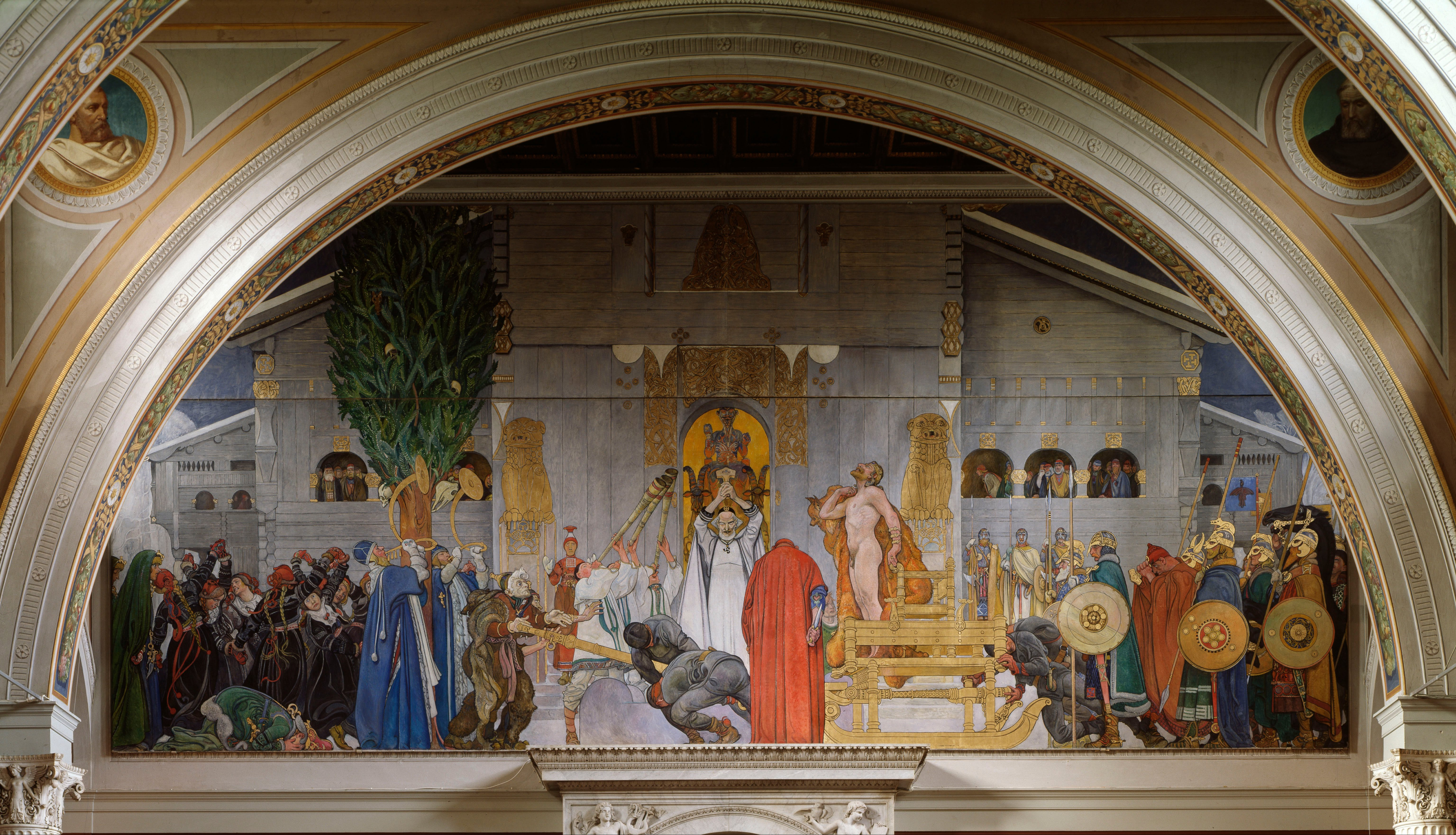
ガムラ・ウプサラでのドーマルディ王の生贄。カール・ラーション『冬至の生贄』、1915年。

ゲルマンの人間の生贄を見た唯一の目撃者の記述は、奴隷の少女が埋葬される君主と共に自ら命を差し出したという、ルス人の船葬について書かれたイブン・ファドラーンの記録の中に残っている。他にも遠まわしではあるが、タキトゥスやサクソ・グラマティクス、そしてブレーメンのアダムの記述に残っている。
しかし、イブン・ファドラーンの記述は実際には埋葬の儀式である。現在理解されている北欧神話では、奴隷の少女には「生贄」という隠された目的があったのではという理解がなされた。北欧神話において、死体焼却用の薪の上に置かれた男性の遺体に女性が加わって共に焼かれれば、来世でその男性の妻になれるであろうという考え方があったとも信じられている。奴隷の少女にとって、たとえ来世であっても君主の妻になるということは、明らかな地位の上昇であった。
ヘイムスクリングラでは、スウェーデンの王アウンが登場する。彼は息子エーギルを殺すことを家来に止められるまで、自分の寿命を延ばすために自分の9人の息子を生贄に捧げたと言われる人物である。ブレーメンのアダムによれば、スウェーデン王はウプサラの神殿でユールの期間中、9年毎に男性の奴隷を生贄としてささげていた。当時スウェーデン人たちは国王を選ぶだけでなく王の位から退けさせる権利をも持っていたために、飢饉の年の後に会議を開いて王がこの飢饉の原因であると結論付け、ドーマルディ王と〈木樵り〉（トレーテルギャ）のオーラヴ王の両者が生贄にされたと言われている。
知識を得るためユグドラシルの樹で首を吊ったという逸話からか、オーディンは首吊りによる死と結びつけて考えられていた。こうしてオーディンさながら首吊りで神に捧げられたと思われる古代の犠牲者は窒息死した後に遺棄されたが、ユトランド半島のボグでは酸性の水と堆積物により完全な状態で保存された。近代になって見つかったこれらの遺体が人間が生贄とされた事実の考古学的な裏付けとなっており、この一例がトーロン人である。しかし、これらの絞首が行なわれた理由を明確に説明した記録は存在しない。

## キリスト教との相互作用

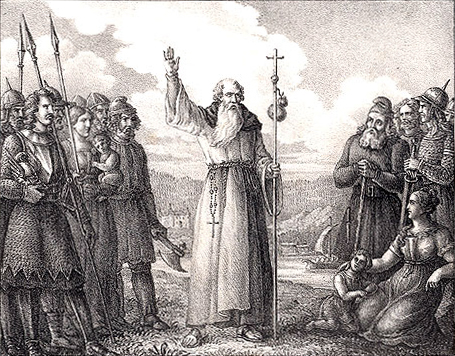
829年、ハウギのビョルン王によりスウェーデンに招かれるキリスト教の宣教師、アンスガルの1830年の描写

北欧神話を解釈する上で重要なのは、キリスト教徒の手により「キリスト教と接触していない」時代について書かれた記述が含まれているという点である。『散文のエッダ』や『ヘイムスクリングラ』は、アイスランドがキリスト教化されてから200年以上たった13世紀に、スノッリ・ストゥルルソンによって書かれている。これにより、スノッリの作品に多くのエウヘメリズム思想が含まれる結果となった。
事実上、すべてのサガ文学は比較的小さく遠い島々のアイスランドから来たものであり、宗教的に寛容な風土ではあったものの、スノッリの思想は基本的にキリスト教の観点によって導かれている。ヘイムスクリングラはこの論点に興味深い見識を備える作品である。スノッリはオーディンを、魔法の力を得、スウェーデンに住む、不死ではないアジア大陸の指導者とし、死んで半神となる人物として登場させた。オーディンの神性を弱めて描いたスノッリはその後、スウェーデン王のアウンが自身の寿命を延ばすために、オーディンと協定を結ぶ話を創る。後にヘイムスクリングラにおいてスノッリは、作品中のオーラヴ2世がスカンディナヴィアの人々を容赦なくキリスト教へ改宗させたように、どのようにしてキリスト教へ改宗するかについて詳述した。
偶像崇拝を禁するユダヤ・キリスト教とはしばしば対立することもあった。

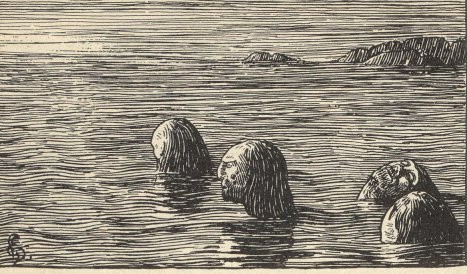
キリスト教化されたノルウェーで行われていた、恐ろしい形式の死刑執行。オーラブ・トリグヴァソン王は男性の魔法使い（セイズメン）を縛り、引き潮時にスケリー（skerry、岩の小島）へ置き去りにした

アイスランドでは内戦を避けるため全島民がキリスト教に改宗した。キリスト教から見ての異教崇拝は自宅での隠遁の信仰で耐え忍んだが、数年後にその信仰は失われた（「アイスランドのキリスト教化」を参照）。一方スウェーデンは、11世紀に一連の内戦が勃発し、ウプサラの神殿の炎上で終結する。イギリスでは、キリスト教化がより早く散発的に行われ、稀に軍隊も用いられた。弾圧による改宗は、北欧の神々が崇拝されていた地域全体でばらばらに起こっている。しかし、改宗は急に起こりはしなかった。キリスト教の聖職者たちは、北欧の神々が悪魔であると全力を挙げて大衆に教え込んだのだが、その成功は限られたものとなり、ほとんどのスカンディナヴィアにおける国民精神の中では、そうした神々が悪魔に変わることは決してなかった。
キリスト教化が行われた期間は、例としてローヴェン島やベルゲンを中心に描かれている。スウェーデンの島、ローヴェン島における墓の考古学的研究では、キリスト教化が150から200年かかったとされ、場所も王侯貴族が住んでいた所に近かった。同様に騒々しく貿易が行われた町ベルゲンでは、ブリッゲン碑文の中に、13世紀のものと思われるルーン文字の碑文が見つかっている。その中にはトールに受け入れられますように、オーディンに認められますように等と書かれたものがあり、キリスト教化が進んでいる世界で、古ノルド語の魔術ガルドル（セイズ (Seið) とも）も描かれている。記述の中にはヴァルキュリャのスケグルに関するものもあった。
14世紀から18世紀にかけての記述はほとんどないものの、オラウス・マグヌス（1555年）のような聖職者は、古くから根づく信仰を絶滅させることの難しさを書いた。この物語はハグバルドとシグニューの恋愛物語のように、快活に描かれた『スリュムの歌』にも関連しており、どちらも17世紀と19世紀終わりごろに記録されたと考えられている。19世紀と20世紀に、スウェーデンの民族学者たちは一般の人々が信じ、北欧神話における神々の残存する伝承を記録したが、その当時伝承は結集されたスノッリによる記述の体系からはかけ離れたものであったという。トールは数々の伝説に登場し、フレイヤは何度か言及されたが、バルドルは地名に関する伝承しか残っていなかったそうである。
特にスカンディナヴィアの伝承における超自然的な存在のように、認知されてはいないが北欧神話の別の要素も残されている。その上、北欧の運命の考え方は現代まで不変のものであった。クリスマスに豚を殺すスウェーデンのしきたり（クリスマス・ハム）など、ユール伝承の原理も多くが信じ続けられた。これはもともとフレイへの生贄の一部であった。

## 現代への影響
| 曜日             | 起源                                                                 |
| ---------------- | -------------------------------------------------------------------- |
| 月曜日 Monday    | 月の日 Moon's day                                                    |
| 火曜日 Tuesday   | ティウの日 Tiw's day (北欧神話のテュール(Tyr)に相当)                 |
| 水曜日 Wednesday | ウォウドゥンの日 Woden's day (北欧神話のオーディン(Odin)に相当)      |
| 木曜日 Thursday  | 雷(神)の日 Thunder's day (北欧神話のトール(Thor)と同一語源)          |
| 金曜日 Friday    | フリッグまたはフレイヤの日 Frigg's / Freyja's day                    |
| 土曜日 Saturday  | ローマ神話のサートゥルヌスより。アングロ・サクソンの神が由来ではない |
| 日曜日 Sunday    | 太陽の日 Sun's day (北欧神話のソール(Sól)に相当)                     |

ゲルマンの神々は現代において、ゲルマン語派が話されている多くの国々における生活や語彙に数々の足跡を残している。一例として、曜日の名称が挙げられる。ラテン語における曜日の名称（Sun, Moon, Mars, Mercury, Jupiter, Venus, Saturn）を基にして作られた火曜日から金曜日までの名称は、それぞれのローマ神話の神々に相等する北欧の神々に取って代わった。英語の土曜日（Saturday）はサターンが起源とローマの神に由来するが、ドイツ語では土曜日のザムスターク（Samstag）は Sabbath から付けられたもので、スカンディナヴィア地方では「洗濯日」と呼ばれている。

### ゲルマン・ネオペイガニズム
最近ではヨーロッパとアメリカ合衆国の2つの地域において、「ゲルマン・ネオペイガニズム」（ゲルマン復興異教主義）として古きゲルマン宗教を復興しようとする試みが行われている。これらはアサトル、オーディニズム、ヴォータニズム、フォーン・セド（Forn Sed）またはヒーゼンリィという名の元に存在している。アイスランドでは、アサトルが1973年に国家公認による宗教として認められ、結婚や子供の名づけ方、その他の儀式においてこの宗教の介入が合法化された。アサトルはかなり新しい宗教ではあるものの、北欧諸国で公認または合法の宗教として認知されている。

### 現代の大衆文化
北欧神話はリヒャルト・ワーグナーの作品『ニーベルングの指環』を構成する4つのオペラの題名に使用され、同じく北欧神話をモチーフにした他の作品への基盤となった。
その後に製作された、J・R・R・トールキンの『指輪物語』も、キリスト教化以前の北方ヨーロッパにおける固有の信仰に、非常に影響を受けた作品と言える。この作品が人気を呼ぶにつれ、そのファンタジー要素は人々の感性や他のファンタジーのジャンルを、絶えず揺り動かしている。近代的なファンタジー小説にはエルフやドワーフ、氷の巨人など、北欧の怪物たちが多く登場する。のちの時代になって北欧神話は、大衆文化や文学・フィクションにおいて、多くの影響を残しているのである。

## 日本語訳

### 原典訳
#原典節のリンク先の各記事も参照。
- 谷口幸男訳『エッダ 古代北欧歌謡集』、新潮社、1973年。ISBN 978-4-10-313701-6
  - 『古エッダ』および『スノッリのエッダ』第1部『ギュルヴィたぶらかし』の完訳[4][5][注 7]。第10回日本翻訳文化賞受賞。
- 谷口幸男訳『ヘイムスクリングラ 北欧王朝史 (1000点世界文学大系 北欧篇3)』全4巻、プレスポート・北欧文化通信社、2008年 - 2011年。第1巻 ISBN 978-4905392026（Kindle版 ASIN B00MTUI8MG）、第2巻 ISBN 978-4905392040（Kindle版 ASIN B00MTUI8OO）、第3巻 ISBN 978-4905392064（Kindle版 ASIN B00MTUI8NA）、第4巻 ISBN 978-4905392071（Kindle版 ASIN B00MTUI8PI）
  - 『ヘイムスクリングラ』の完訳。
- 菅原邦城訳『ゲルマン北欧の英雄伝説 ヴォルスンガ・サガ』、東海大学出版会、1979年。全国書誌番号:79026654
  - 『ヴォルスンガ・サガ』の完訳。
- 谷口幸男訳『アイスランド・サガ』、新潮社、1979年。ISBN 978-4103137023
  - 『ヴォルスンガ・サガ』の完訳を収録。その他、アイスランド人のサガ（神話時代ではなくアイスランド入植時代のサガ）5編を収録。
- 谷口幸男訳『デンマーク人の事績』、東海大学出版会、1993年。ISBN 978-4486012245
  - 『デンマーク人の事績』の第1巻から第9巻まで（神話時代からヴァイキング時代にあたる部分[7]）の部分訳。
- 谷口幸男訳『北方民族文化誌』上下巻、溪水社、1991年 - 1992年。上巻 ISBN 9784874402412（オンデマンド版 ISBN 978-4863274006）、下巻 ISBN 9784874402429（オンデマンド版 ISBN 978-4863274013）
  - 『北方民族文化誌』の完訳。

### 再話
入手しやすいのは以下。
- パードリック・コラム（英語版）著、尾崎義訳『北欧神話』、岩波書店〈岩波少年文庫〉、2001年。ISBN 978-4001145502
  - 1955年刊行の『オージンの子ら 北欧神話』（岩波書店、全国書誌番号:45027283）の改題、新版。
  - 原著の初版は1920年。
- ヴィルヘルム・グレンベック（英語版）著、山室静訳『北欧神話と伝説』、講談社〈講談社学術文庫〉、2009年。ISBN 978-4062919630
  - 1971年刊行の『北欧神話と伝説』（新潮社、ISBN 978-4105025014）を文庫化したもの。
  - 原著の初版は1927年。
- 山室静著『北欧の神話』、筑摩書房〈ちくま学芸文庫〉、2017年。ISBN 978-4480097934
  - 1982年刊行の『北欧の神話 神々と巨人のたたかい』（筑摩書房〈世界の神話8〉、ISBN 978-4480329080）を文庫化したもの。
- K・クロスリイ-ホランド著、山室静、米原まり子訳『北欧神話物語』、青土社、1991年。ISBN 978-4-7917-5149-5
  - 1983年刊行の『北欧神話』（青土社、全国書誌番号:84032033）の新版。
- ニール・ゲイマン著、金原瑞人、野沢佳織訳『物語北欧神話』上下巻、原書房、2019年。上巻 ISBN 978-4562056262、下巻 ISBN 978-4562056279
  - 原著の初版は2017年。

他に以下がある。
- 山室静著『ギリシャ神話 付・北欧神話』、社会思想社〈現代教養文庫〉、1963年。ISBN 978-4390104302
  - 伊藤 (2022) によると、日本における北欧神話の受容史において、1960年代に日本人が北欧神話に触れる機会を与えた作品の一つ。
- ドナルド・A.マッケンジー著、東浦義雄、竹村恵都子訳『北欧のロマン ゲルマン神話』大修館書店、1997年。ISBN 9784469244199
  - 原著の初版は1912年（日本語訳の底本は1934年の第2版）。
  - 2002年に東京書籍より『ゲルマン英雄伝説』の題で再刊行されている。ISBN 9784487797806